# Pierre Veya
Pierre Veya, né le 14 mai 1961 à Saint-Brais (canton du Jura) et mort le 14 décembre 2024 à Lausanne (canton de Vaud), est un journaliste suisse.
Il est rédacteur en chef du quotidien économique L'Agefi de 2000 à 2004, puis du quotidien Le Temps de 2010 à 2015.

## Biographie

### Origines et famille
Pierre Veya naît le 14 mai 1961 à Saint-Brais dans le canton du Jura. Son père est buraliste et agriculteur. Pierre Veya se marie en 1988 et il est père de trois enfants.

### Études et parcours professionnel
Après des études à l’École supérieure de commerce de Delémont et quelques piges au Démocrate, Pierre Veya est engagé comme correspondant du canton du Jura à L'Impartial. Il y devient rapidement responsable de la rubrique cantonale tout en développant une rubrique scientifique.
À partir de 1989, il travaille pour L'Hebdo, où il dirige la rubrique économique  pendant six ans[réf. nécessaire].  En 1997, il rejoint le quotidien économique L'Agefi comme rédacteur en chef adjoint[réf. nécessaire]. Il en demeure le rédacteur en chef de 2000 et 2004.
En 2005, il devient l'un des rédacteurs en chef adjoints du Temps, puis, en 2010, à l'âge de 49 ans, il est nommé rédacteur en chef.
Il devient rédacteur adjoint du Matin Dimanche en 2015 et dirige la rubrique économique de Tamedia Suisse romande jusqu'à sa retraite en juin 2024. La même année, il lance avec le journaliste Olivier Wurlod le média en ligne SwissPowerShift.ch, consacré à la transition écologique et à la transition énergétique,.

### Mort
Pierre Veya meurt le 14 décembre 2024 au CHUV d'une « maladie foudroyante » selon Le Temps.

## Distinction
- 2006 : prix de journalisme Alstom (de), partagé avec Rainer Klose, Christian Schmidt et Jörn Vanhöfen[6].